# یانکووا ژاگانگسکا
یانکووا ژاگانگسکا (به لهستانی: Jankowa Żagańska) یک روستا در لهستان است که در گمینا ایوووا واقع شده‌است.
 یانکووا ژاگانگسکا  ۶۰۰ نفر جمعیت دارد.